# Pentium Pro
A Pentium Pro az Intel által kifejlesztett, és 1995 novemberében bemutatott x86-os, hatodik generációs mikroprocesszor-család. Eredetileg szerverekben való felhasználásra tervezték, emiatt nem lett annyira közismert, mint az előd Pentium I, vagy az utód Pentium II.

## Architektúra
A Pentium Pro sok változást hozott a Pentium I-hez képest architekturális szempontból. A processzor az utasításokat RISC-szerű mikroutasításokká fordította le, majd ezeket nagy sebességgel hajtotta végre. Az 1995-ben bemutatott, első prototípus processzorok 133 MHz-es órajellel bírtak és 500 nanométeres technológiával készültek, míg az utolsókat 200 MHz-en, és 350 nm-es csíkszélességgel gyártották. Ez volt az első processzorcsalád, aminek L2-es gyorsítótárát már a processzor lapkájára integrálták, az addigi alaplapi helyett, így annak sebessége a processzor magjáéval azonos lett, nagymértékben hozzájárulva a teljesítmény növekedéséhez. A futószalagok fokozatainak a számát is megnövelték ötről 14-re. 36 bites szélességben, maximum 64 GB memóriát képes megcímezni, továbbá egy alaplapon akár négy processzor is dolgozhat párhuzamosan. A spekulatív utasítás-végrehajtás és a regiszterátnevezés ennél a processzornál jelent meg először az x86-os processzorok között, ami szintén nagyban növelte a teljesítményt.

### Specifikációk
A Pentium Pro családban összesen 6-féle processzor jelent meg:
| Név                      | Bevezetés éve | Mag órajele | Tranzisztorok száma milliókban (CPU + L2) | L2 mérete |
| ------------------------ | ------------- | ----------- | ----------------------------------------- | --------- |
| Pentium Pro 150          | 1995          | 150 MHz     | 5,5 + 15,5                                | 256 KiB   |
| Pentium Pro 166          | 1995          | 166 MHz     | 5,5 + 31                                  | 512 KiB   |
| Pentium Pro 180          | 1995          | 180 MHz     | 5,5 + 15,5                                | 256 KiB   |
| Pentium Pro 200 (256 KB) | 1995          | 200 MHz     | 5,5 + 15,5                                | 256 KiB   |
| Pentium Pro 200 (512 KB) | 1996          | 200 Mhz     | 5,5 + 31                                  | 512 KiB   |
| Pentium Pro 200 (1 MB)   | 1997          | 200 Mhz     | 5,5 + 62                                  | 1 MiB     |

Az összes processzor 64 bit széles adatbusszal rendelkezik, és 16 KiB-os L1 gyorsítótárral.

## Utóélet
1998-ban az Intel kiadta a 300/333 Mhz-es Pentium II Overdrive-okat, abból a szándékból, hogy leváltja vele a Pentium Pro-kat. Ezek bár 512 KiB gyorsítótárral rendelkeztek, viszont csak 2 processzor működhetett párhuzamosan, így ez a processzor nem mutatta fel a Pentium Pro-k összes előnyét.